# Florim renano
Florim Renano ou Florim da Renânia (em alemão:  Rheinischer Gulden) foi uma moeda de ouro da Renânia, usada nos séculos XIV e XV .

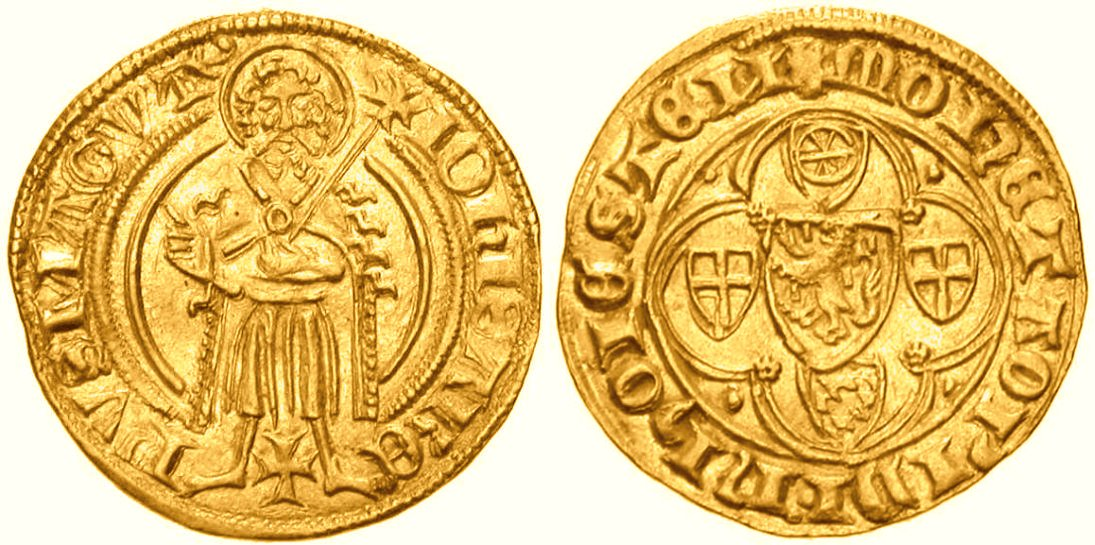
Florim de ouro do Arcebispo-Eleitor da Mogúncia João II de Nassau-Dillenburg (cunhada por volta de 1400, em Höchst)

## Criação
O florim de ouro da Renânia foi criado quando os príncipes-eleitores de Colônia, Tréveris e Mogúncia foram recompensados, pelo seu apoio na eleição de Carlos IV, com o direito de cunhar moedas de ouro (Goldmünzprivileg), direito, mais tarde, ratificado pela Bula Dourada. Tréveris recebeu o privilégio em 25 de novembro de 1346, Colônia em 26 de novembro de 1346 e Mogúncia em 22 de janeiro de 1354.
Como resultado da propagação da cunhagem de florins de ouro pelo eleitores de Colônia, Mogúncia, Tréveris e o Eleitorado do Palatinado (Associação de Cunhagem do Reno), os florins renanos alcançaram relevância nos séculos XIV e XV, e se tornaram a moeda corrente da região do Reno. devido à falta de ouro, houve uma escassez de florins no fim do século XV e no século XVI, e eles foram cunhados com uma quantia menor de ouro, reduzida à metade.

## Importância
O florim de ouro renano foi de importância crucial para o sistema monetário germânico até os tempos modernos. Ele se transformou na mais comum moeda de troca de longa distância na Boêmia, na Hungria, na Germânia, na Suíça, na Morávia, Holanda, Espanha e França. Não só as moedas de ouro, mas também as de prata eram precificadas de acordo com seus valors em florins renanos e, assim, suas cotações eram fixadas.
A habitação social em Augsburgo custa, até hoje, 1 Florim Renano (hoje, €0,88).

## Substituição
Quando a lei imperial de cunhagem (Reichsmünzordnung) foi revogada, a prata equivalente ao florim de ouro se tornou a moeda padrão. O florim renano foi, gradulmente, substituído como moeda de ouro, pelo ducado. No entanto, o florim renano continuou a ser usado como moeda, que valia 60 kreuzer, até o século XVII.